# 10728 Vladimirfock
10728 Vladimirfock este un asteroid din centura principală, descoperit pe 4 septembrie 1987, de Liudmila Juravliova.